# Jewelz & Sparks
Jewelz & Sparks, auch bekannt als Jewelz & Scott Sparks, ist ein deutsches DJ- und Produzenten-Duo, das im Jahr 2012 von Julius Voigtländer und Gregor Brechmann gegründet wurde. Bekanntheit erlangten sie in den Genres Electro-House und dessen Subgenre Big-Room, das sie bis heute vertreten. Mit im Bereich des EDMs erfolgreichen Liedern wie Kingdom und I Can Fly gelten sie in dieser Szene als eines der erfolgreichsten deutschen EDM-Projekte.

## Karriere

### 2012: Gründung
Bereits vor Zusammenschluss waren beide Musiker als DJs und Produzenten aktiv. Jewelz veröffentlichte seine offizielle Debüt-Single If U Luv Me zusammen mit Meesh im Dezember 2007 auf dem Mannheimer Label Amused Records. In den Jahren 2007–2011 folgten viele Veröffentlichungen und Remixe für u. a. Nicky Romero, Joachim Garraud, Medina, Jennifer Paige, Da Hool und Starkillers. Scott Sparks gründete 2010 sein eigenes Label „Straightline Records“. 2011 veröffentlichte er dort sein erstes offizielles Release unter dem Titel Insane.
Aufeinander trafen die beiden Musiker während ihres Studiums im Bereich des Musikbusiness’ und der Musikproduktion an der Popakademie Baden-Württemberg. Zwar gingen sie nicht in dieselbe Klasse, aber lernten sich aufgrund ihres gleichen Musikgeschmacks näher kennen. Zudem produzierten beide ihre Musik auf eine ähnliche Art und Weise. Nach ihrem Aufeinandertreffen beschlossen sie, eine erste Kollaboration zu starten. Das Duo erzählte, dass sie über Skype ihre Ideen entwickelten und diese durch anhand einer, in ihrer Dropbox gespeicherten Datei fort- beziehungsweise ausführen. Fertig stellen sie ein Lied aber lediglich, wenn sie sich beide gemeinsam in ihrem Studio befinden.

### 2013: Erste Erfolge mitToxic Rush&Flashbang
Bereits kurz nach ihrem gemeinsam Start als Duo, erfolgte die Vollendung ihres Liedes Toxic Rush, welches von Fedde Le Grands Plattenlabel „Flamingo Recordings“ signiert und zudem direkt im September 2012 als Single auf Beatport veröffentlicht wurde. Toxic Rush wurde zu einem Überraschungserfolg. Während keiner der Solo-Tracks große Popularität genoss, bildet diese Single ihre erste Platzierung in den Beatport-Top-100. Support gab es unter anderem David Guetta, Tiësto und Hardwell, die den Big-Room-Song in ihren Sets spielten und in ihren Podcasts anpriesen. Im Dezember 2012 folgte ihre zweite gemeinsame Single mit dem Titel Flashbang. Diese konnte den kommerziellen Erfolg des Vorgängers übertreffen und rückte bis auf Platz 13 auf Beatport vor und erhielt zudem durch Fedde Le Grand eine starke Reichweite.
In das Jahr 2013 starteten sie mit der Single NYMSN. Der Titel ist eine Abfolge der Anfangsbuchstaben der Wörter „New York make some noise“, die den Shout zum Einsetzen des Drops darstellen. Das Release erfolgte jedoch nicht, wie die ersten beiden Tracks über „Flamingo“-, sondern über MYNCs Plattenlabel „Cr2 Records“. Die Verbindung zu dem bekannten Label wurde ebenfalls durch Le Grand gebildet, der ebenfalls eine Reihe an Releases über „Cr2 Records“ vorweisen kann. Im Laufe des Jahres folgten die Releases der Doppel-Single Hot Rod / White Sun und dem Track Cargo. Parallel entwickelte sich immer mehr die Etablierung des Electro- Subgenres Big-Room, dem auch der Stil von Jewelz & Sparks entsprach. Anfangs wurde dieser noch als eine Abwandlung des Progressive House’ bezeichnet wurde, während sie letzten Endes durch ihre Fortschrittlichkeit als Mitbegründer dieses Genres gelten.
Am 7. Dezember 2013 absolvierten sie ihren bis dahin größten Auftritt. Dieser fand beim Ministry-of-Sound-Festival in Großbritannien statt.

### 2014: Kommerzieller Erfolg & Auftritte als Headliner
Am 13. Januar 2014 veröffentlichte das Duo ihre erste Single im Bereich des Progressive-House. Diese trägt den Titel Unless We Forget und wurde gemeinsam mit der kanadischen Sängerin Quilla aufgenommen. Im Vergleich zu ihren vorherigen Singles ist Unless We Forget um ein weites ruhiger, melodischer und setzt einen hohen Wert auf die Vocals. Das Lied rückte bis auf Platz 13 der Beatport-Charts vor und erhielt durch das hoch angesehene Release über Hardwells Plattenlabel „Revealed Recordings“ einen starken Support. Gespielt wurde es unter anderem bei großen Festivals, wie dem Ultra Music Festival und beim Tomorrowland. Im April 2014 erschien ein Remix des niederländischen Nachwuchs-DJ Julian Calor, der das Lied noch einmal zurück in die Beatport-Charts brachte. Parallel erschien ihre nächste Produktion Pharao auf „Revealed“.
Am 2. Juni 2014 veröffentlichten sie über Sander van Doorns „Doorn Records“ die Produktion Kingdom, die sich noch stärker, als ihre vorherigen Singles in den Big-Room-Genre einordnen ließ. Des Weiteren wurde sie viel mehr inoffiziell, als offiziell zu der Hymne der 2014er Ausgabe des Airbeat-One-Festivals. Auf Beatport erreichten sie mit der Nummer Platz 14 und brachte sie erstmals in Verbindung mit „Spinnin’ Records“. Als Co-Produzent wirkte der deutsche Produzent Virtual Riot mit. Dope war der Titel der Nachfolger-Single, die nur drei Wochen später erschien. Diese bildete eine Rückkehr zu „Flamingo Recordings“ und war wieder um einiges spezieller, als Kingdom. Für die „Be-Yourself-Music“-Kompilation, die im Zuge des Sensation-Festivals erschien, mischten sie den Track noch einmal neu ab.
Am 12. Juli 2014 traten sie gemeinsam auf der Mainstage des Ultra Music Festivals in Kroatien auf, womit sie ihren bis dahin größten Auftritt, den, beim Ministry of Sound um ein weites toppten. Des Weiteren waren sie auch Headliner beim World Club Dome in Frankfurt, beim Airbeat One in Neustadt-Glewe sowie auch im Billboard-Club in Melbourne auf. Zudem absolvierten sie eine Tournee, die rund um den Globus stattfand. Zwischenstopps waren unter anderem in Singapur, Japan sowie auch in den USA.
Im Spätsommer bis Herbst 2014 erschien zum einen die Doppel-Single Phantom & Reptile über Steve Aokis „Dim Mak-“ und Motor über Calvin Harris’ „Fly Eye Records“.

### 2015–2016:I Can Fly&Hoe
Am 16. März 2015 Jewelz & Sparks’ erste Kollaboration Robotic zusammen mit Fedde Le Grand. Diese vertritt nach wie vor den Bereich des Big-Rooms und brachte das Duo seit Sommer 2014 erstmals wieder in die Beatport-Top-20. Release erfolgte über Le Grands erst im Januar 2015 gegründetes Plattenlabel „Darklight Recordings“. Nur einen Monat später folgte die Veröffentlichung von Parade 98, dessen Break eine Mischung aus modernen Vocal-Cuts und retro-angehauchten Tech-House-Elementen besteht und im Drop einen Umschwung zu ihrem typischen Big-Room-Stil zu hören ist. Das Video basiert auf alten Rave-Aufnahmen und soll auf absurd aber gleichzeitig auch lustig auf den Zuschauer wirken.
Nach dem Release von Mental auf Le Grands „Darklight Records“ im Herbst 2015 erfolgte die Verkündung, dass sie die Produzenten hinter dem Lied I Can Fly sind. Die Tonspur erschien im Zuge von Tiëstos Auftritt beim Ultra Music Festivals und kursierte bis November 2015 als Underwater-ID von Tiësto und KSHMR durch das Internet, wodurch sehr viel Spannung aufgebaut wurde und gleichzeitig bereits früher Support geschah. I Can Fly erschien am 30. November 2015 über Tiëstos „Musical Freedom“ und wurde Jewelz & Sparks’ erster Beatport-Top-10-Hit sowie die erste Nummer-eins in den Genre-Charts. Auch hier wirkte wieder Virtual Riot als Co-Produzent mit. Das Lied steigerte die Fanbase um ein Weites und bildete insbesondere durch den Drop einen Wiedererkennungswert.
Die nächste Single erschien im März 2016. Titel des Liedes ist Drip und erschien über Blasterjaxx’ „Maxximize Records“. Obwohl das Lied nicht an den Erfolg von I Can Fly anschließen konnte, erfreute es sich einer hohen Beliebtheit. In einem Interview gaben sie bekannt, dass sie künftig mehr kollaborieren wollen. Diesen Vorsatz erfüllten sie mit ihrer folgenden Single Hoe, welche in Zusammenarbeit mir D.O.D entstand. Während im ersten Moment davon ausgegangen wurde, dass sich das „Hoe“ auf das englische Wort für „Nutte“ bezieht, wurde schnell klar, dass es für das Mitwirken der Fans mit den Ausrufen „Hey, hoe“ während eines Auftrittes steht. Hoe erhielt ein durchweg positives Feedback. Gelobt wurde es insbesondere durch die Vermischung des Big-Room-Stils mit Bass- und Future-House-Elementen. Auf Beatport erreichte das Lied Platz 15.
Im Zuge des DJ-Mag-Votings veröffentlichten sie im Sommer 2016 fünf Free-Tracks. Den Beginn machte Crank. Das Lied erlangte schnell an Beliebtheit und wurde noch in der Festival-Saison von unter anderem W&W, DVBBS und Hardwell supportet. Stilistisch wies es Ähnlichkeit zu I Can Fly und Drip auf. Ähnlich erging es auch Nummer zwei, die am 18. Juli 2016 mit dem Titel Need You erschien. Parallel Lines hingegen entsprach einem ruhigeren Progressive-Hose-Gewand. Für die Vocals sorgte die Sängerin des Pop-Duos Catze. Noch ruhiger war das Lied Into the Blue. Die Tropical-Nummer erschien mit dem, insbesondere durch YouTube-Let’s-Plays bekannten Sarazar und der Sängerin Pearl Andersson am 12. August 2016 über Warner Music. Kurze Zeit später wurde der nächste Free-Track veröffentlicht. Dieser trägt den Titel Who’s Your Daddy und erhielt durch die Verwendung im Airbeat-One-Aftermovie weitere Aufmerksamkeit. Mit Who’s Your Daddy erschien das erste Mal seit 2014 eine Nummer im Stil ihrer Single Kingdom. Money Maker bildete im Bass-House-Stil den letzten Free-Download. Am 5. September 2016 erschienen alle Free-Releases über den Musikvertrieb „Spinnup“.
Am 11. November 2016 erschien ebenfalls über „Spinnup“ der Trapical-Track Hide & Seek, der insbesondere durch sein 360°-Virtual-Reality-Musikvideo auf sich aufmerksam machte. Gesungen wird dies von der Singer-Songwriterin Antonia Rug. Ebenfalls im November 2016 gab Hardwell bekannt, dass er von ihrem Free-Track Crank so überzeugt sei, dass er die Nummer überarbeiten wolle und auf seinem Plattenlabel „Revealed Recordings“ als Single veröffentlicht wolle. Dies geschah am 28. Dezember 2016. In Kombination mit Dirty-Dutch-Sounds erschien Crank auf Beatport, wo es bis an die Spitze der Genre-Charts vorrücken konnte.

### 2017: „Revealed Recordings“ &Grande Opera
Anfang 2017 wurden Jewelz & Sparks festes Mitglied von Hardwells „Revealed Recordings“. Mit Grande Opera erschien am 6. Januar 2017 ihre erste Single in diesem Jahr sowie auf dem Plattenlabel. Das Lied basiert auf einer abgewandelten Big-Room-Form ihres Motor-Sounds in Kombination mit Crank- und Orchester-Elementen.
Am 17. Februar 2017 veröffentlichten sie einen Remix zu Paris von The Chainsmokers und Emily Warren. Dieser entwickelte sich zu einem der Erfolgreichsten und war Teil der offiziellen Remix-EP. Produziert wurde er im Progressive-House-Gewand und konnte neben Support von unter anderem Hardwell auch UKW-Radio-Plays einbringen. Anfang März 2017 veröffentlichten sie wieder über „Spinnup“ das Lied Flying High. Dieses lässt sich in den Bereich des Future-Bass einordnen.
Am 5. Mai 2017 veröffentlichte das Duo den, im Juli des Vorjahres veröffentlichten Song Parallel Lines mit Catze als Re-Release auf „Revealed Recordings“. Die Progressive-House-Ursprungsversion war als „Club Mix“ enthalten, während eine neu produzierte, ruhigere Version den Titeltrack bildet.
Mitte August 2017 premierte Hardwell in der 329sten Episode seines „Hardwell-on-Air“-Podcasts einen vom Duo produzierten Bootlegs des House-Klassikers Show Me Love von Robin S. Wenige Tage später luden sie die Vollversion auf ihrem offiziellen YouTube-Kanal hoch.
Gemeinsam mit Jess Thristan nahmen sie im Sommer 2017 den Track Echoes of Us auf, der am 13. Oktober 2017 über „Sony Music“ erschien. Der Song orientiert sich gegensätzlich zu ihren meisten anderen Songs an Future-Bass-Grundlagen.
Der Track Shuriken wurde am 18. Dezember 2017 als Free-Track veröffentlicht. Als Label agierte bei dem Big-Room-Track seit Frühjahr erstmals wieder „Spinnup“.

### 2018: Vertrag mit „Wall Recordings“
Am 25. Januar 2018 veröffentlichten sie ihre erste offizielle Kollaboration mit Hardwell. Diese trägt den Titel Safari und erschien im Zuge seiner dritten Hardwell-&-Friends-EP.
Nachdem der Song bereits Jahre vorher premiert wurde, veröffentlichten Jewelz & Sparks am 9. März 2018 das Lied All I See Is You als Single. Gesungen wurde das Lied von Sängerin Pearl Andersson. Das Release erfolgte im Zuge ihrer Unterzeichnung eines Plattenvertrags mit dem Label des niederländischen DJ und Produzenten Afrojack, der den Song zusätzliche überarbeitete. Eine offizielle Kollaboration mit Afrojack folgte am 4. Mai 2018. Diese trägt den Titel One More Day und erschien ebenfalls über sein Plattenlabel „Wall Recordings“.
Neben ihren eigenen Singles ist das Duo insbesondere im Bereich des Remixen aktiv. Durch ihre Liveauftritte gelangten unter anderem Remixe von Yeah Yeah Yeahs Heads Will Roll, Dimitri Vegas & Like Mike und Martin Garrix’ Tremor oder auch Zombie Nations Kernkraft 400 in das Internet. Auf Mix- und SoundCloud laden sie wöchentlich ihren „Rush-Hour“-Podcast hoch.

## Mitglieder
- Jewelz (* 1984, als Julius Voigtländer)
- Scott Sparks  (* 1991, als Gregor Brechmann)

## Diskografie

### Singles
2012:
- Toxic Rush
- Flashbang

2013:
- NYMSN
- Hot Rod / White Sun
- Cargo

2014:
- Unless We Forget (feat. Quilla)
- Pharao
- Kingdom
- Dope
- Phantom & Reptile
- Motor

2015:
- Robotic (mit Fedde Le Grand)
- Parade 98
- Mental
- I Can Fly

2016:
- Drip
- Hoe (vs. D.O.D)
- Crank (Free-Track)
- Need You (Free-Track)
- Parallel Lines (Free-Track; feat. Catze)
- Into the Blue (vs. Sarazar feat. Pearl Andersson)
- Who’s Your Daddy (Free-Track)
- Money Maker (Free-Track)
- Hide & Seek (Nur auf Spotify)
- Crank (Re-Release mit Hardwell)

2017:
- Grande Opera
- Flying High
- Parallel Lines (Re-Release; feat. Catze)
- Echoes of Us (feat. Jess Thristan)
- Shuriken (Free-Track)

2018:
- Safari (mit Hardwell)
- All I See Is You (feat. Pearl Anderson & DJ Afrojack)